# آنتیلو
آنتیلو (به ایتالیایی: Antillo) یک کومونه در ایتالیا است که در استان مسینا واقع شده‌است.

## خصوصیات
آنتیلو ۴۳٫۴ کیلومترمربع مساحت و ۱٬۰۵۵ نفر جمعیت دارد و ۴۸۰ متر بالاتر از سطح دریا واقع شده‌است.